# Robert Ladbrooke
Robert Ladbrooke (1768–1842) est un peintre paysagiste, graveur et enseignant britannique d'origine anglaise de l'époque romantique, cofondateur de l'école de peinture de Norwich.

## Biographie
Né à Norwich (comté de Norfolk) en 1768, d'origines modestes, Ladbrooke devient, très jeune, apprenti d'un artisan-imprimeur local nommé White. Il y fait la connaissance de John Crome, du même âge que lui, qui travaillait de son côté chez un peintre d'enseignes. Les deux jeunes amis partagent un logis et passent leur temps libre à s'exercer au dessin en copiant les maîtres dans le but de faire des gravures qu'ils pourraient revendre. Crome et Ladbrooke épousent ensuite chacun l'une des deux sœurs Berney et décident de s'associer.
Ladbrooke se spécialise d'abord dans le portrait et Crome dans le paysage. Leurs productions se vendent assez mal. Ladbrooke se tourne alors à son tour vers la peinture de paysage, inspirée de vues locales, lesquelles rencontrent plus de succès.
En 1803, Robert Ladbrooke et John Crome décident de fonder la Norwich Society of Artists, un gentlemen's club, qui accueille Robert Dixon (en), David Hodgson (en), Daniel Coppin (en), James Stark et George Vincent ; ensemble, ils souhaitent lancer un mouvement de réflexion sur les arts visuels et repenser l'art du paysage. Deux ans plus tard, ils montent leur première exposition à Norwich, pour laquelle Ladbrooke à lui seul fournit 14 toiles. C'est le premier événement artistique collectif moderne en dehors de Londres. En 1808, il est élu vice-président de l'association, sous la présidence de Crome.
Entre 1804 et 1815, Ladbrooke expose occasionnellement au salon de la Royal Academy à Londres. Il expose également à la British Institution jusqu'en 1822.
En 1816, Ladbrooke, ainsi que Joseph Stannard (en), John Thirtle et cinq autres membres de la Norwich Society of Artists, font sécession, après avoir voulu modifier certaines règles d'organisation ; ils reviennent dans le groupe au bout de trois ans.
Ladbrooke enseigna le dessin et la peinture durant toute sa vie, et vécut confortablement. 
Avec son épouse, il eut plusieurs enfants, dont quatre garçons, qui, formés par leur père, devinrent tous artistes, travaillant dans la lignée de la Norwich Society of Artists. Henry (20 avril 1800 – 18 novembre 1870) et John Berney Ladbrooke (1803 – 11 juillet 1879) sont les plus renommés. 
Ladbrooke meurt dans sa maison de Scoles' Green, à Norwich, le 11 octobre 1842.

## Œuvre
Ladbrooke peint principalement des paysages et des scènes de genres inspirées du Norfolk. Sa notoriété, de son vivant, a rarement dépassée les limites de sa région.
Il a produit deux eaux-fortes à partir de ses tableaux, A View of the Fellmongers on the River near Bishop's Bridge et A View of Norwich Castle. 
En 1843, juste après sa mort, ses dessins représentant les églises du comté de Norfolk sont traduits en lithographies, formant un recueil de trois tomes et totalisant 650 planches.

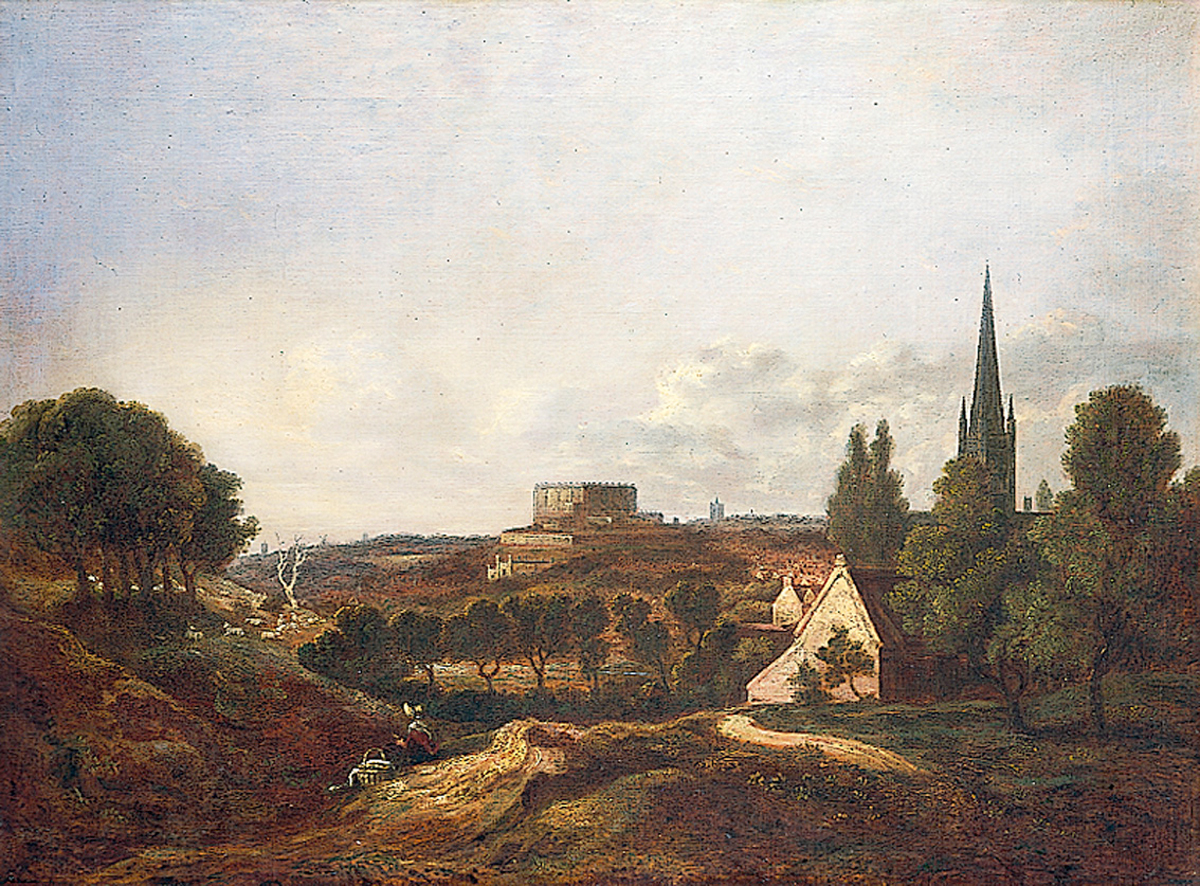
A View of Norwich Castle and Cathedral.
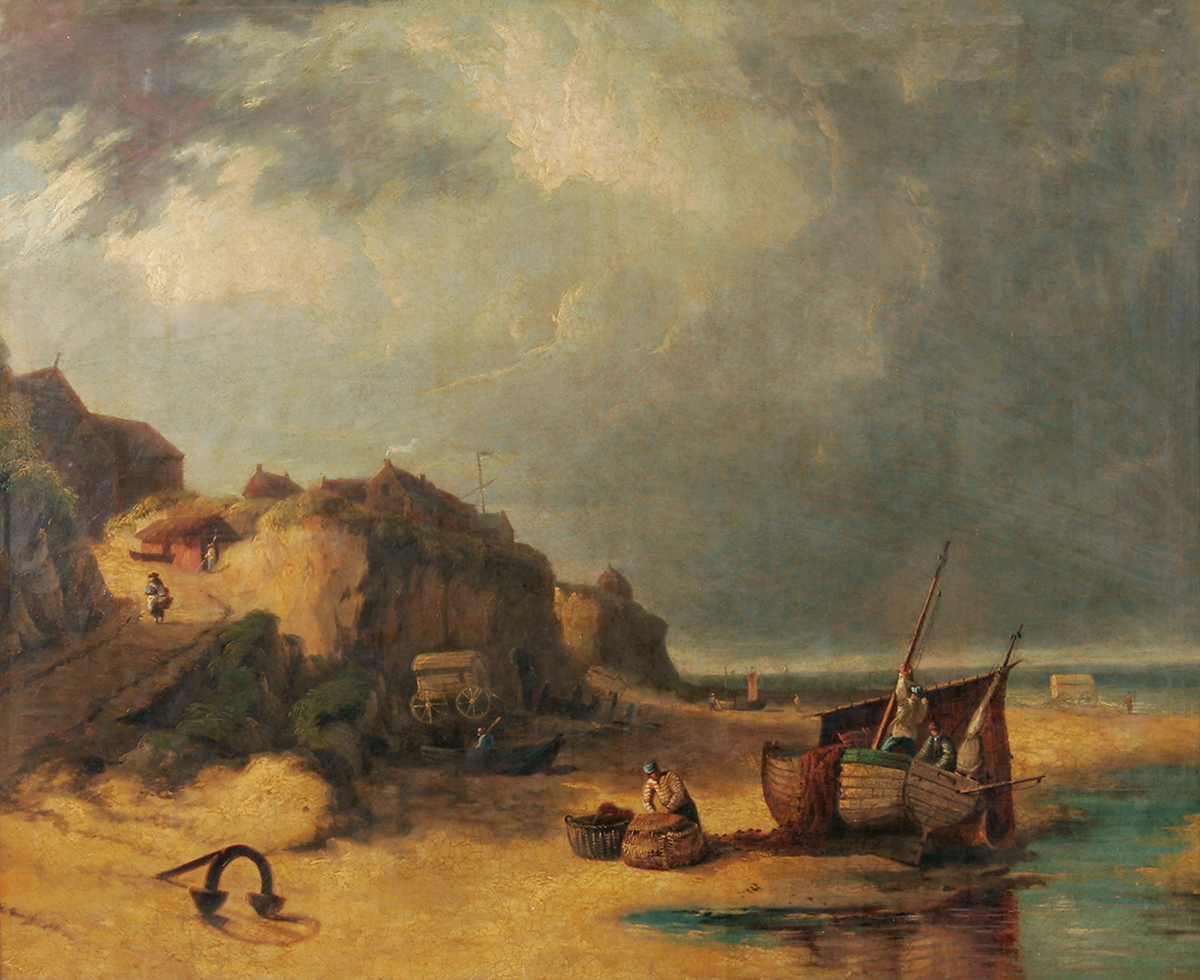
Beach Scene, Mundesley.
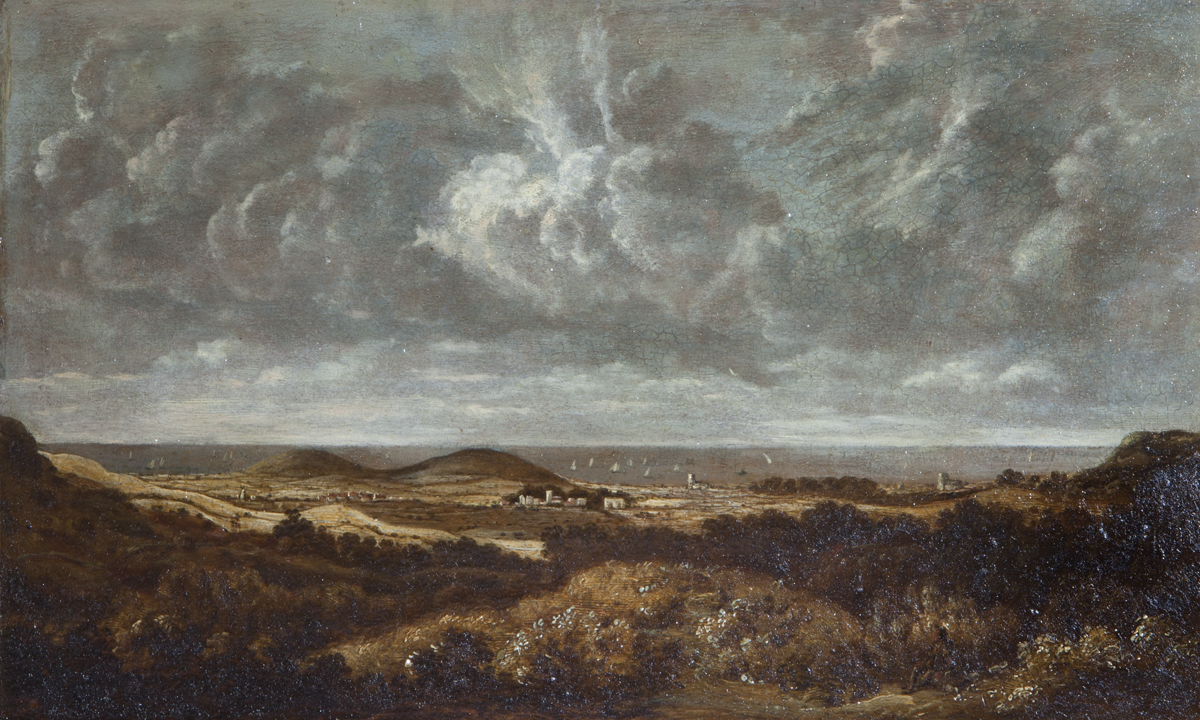
Beeston Regis from the Roman Camp.
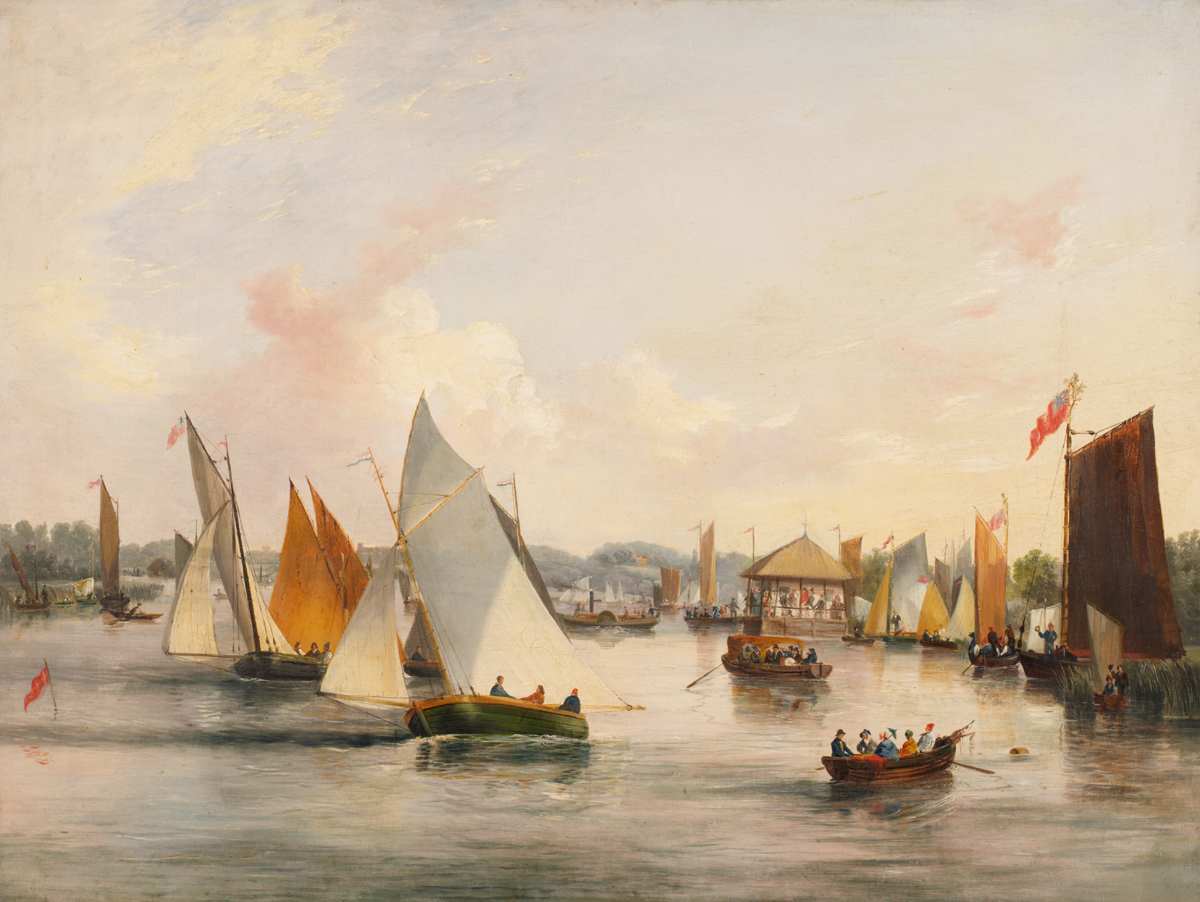
Wroxham Regatta.
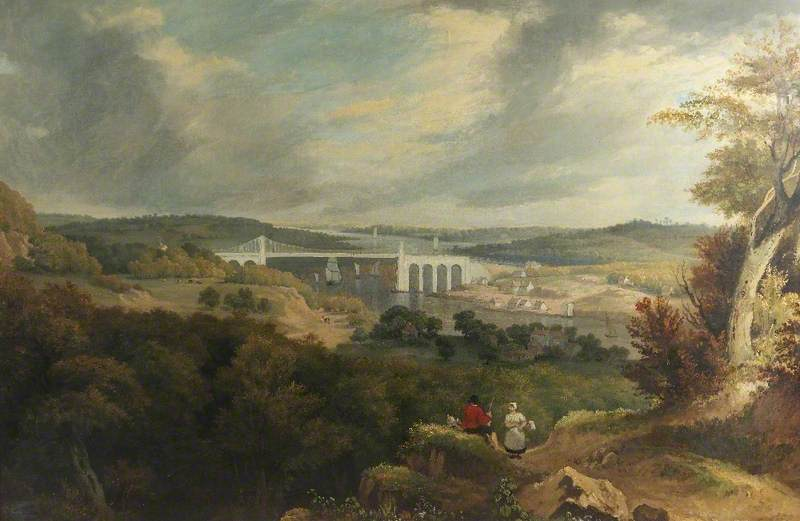
Menai Suspension Bridge.